# Ngaoubela
Ngaoubela est un village du Cameroun situé dans le département du Djérem et la Région de l'Adamaoua. Il fait partie de la commune et de la ville de Tibati.

## Localisation et population
Ngaoubela est situé entre les rivières Nyalan et Meng, à 10 km au Nord-Ouest de la ville de Tibati et à 230 km de la ville de Ngaoundéré.
Lors du recensement de 2005, on y a dénombré 1 079 habitants. Un diagnostic participatif de 2013 porte ce chiffre à 1 530.
Il est peuplé par plusieurs ethnies dont les principales sont les Gbaya, Mboum, Peuls et le Haoussa.

## Religion
Sur le plan religieux, le village contient une communauté musulmane, une communauté chrétienne et une communauté protestante. La communauté chrétienne est plus grande en nombre à cause de l'histoire de sa fondation. Il y a une église et une mosquée à Ngaoubela.

## Services sociaux de base
L'hôpital protestant de Ngaoubela a été fondé en 1947 par des missionnaires norvégiens à l'origine comme une station pour le traitement de la lèpre. Le Lamido de Tibati avait alors offert la terre à ce moment-là afin de traiter les patients localement et de minimiser le risque de contagion de la population locale en bonne santé. L'hôpital est équipé techniquement et médicalement  grâce aux dons de plusieurs organisations. Bien que privé, c'est l'hôpital de district depuis 2003. L'hôpital protestant de Ngaoubela fait partie des réalisations de l'Église évangélique luthérienne du Cameroun (EELC). Il est équipé de 150 lits, de deux salles d'opération, de deux dispositifs à ultrasons, d'un appareil de radiographie et d'un laboratoire. Il repose essentiellement sur les dons des organisations internationales. Il est en majorité soutenu par l'Église luthérienne américaine et l'association autrichienne Entwicklungspartnerschaft für Kamerun.
Depuis 2000, les Chinois sont actifs dans la région. Ainsi, vers 2007, un nouveau puits de 60 mètres de profondeur a été construit, alimentant le village en eau potable.